# Липник (булевард)
Вижте пояснителната страница за други значения на Липник.
Булевард „Липник“ е важна пътна артерия на град Русе.
Започва на кръговото кръстовище с булевард „Цар Освободител“ и завършва при пътния възел с булевард „България“ близо до сградата на КАТ (Мототехника), почти извън града, което го нарежда сред най-натоварените пътни възли в града. Свързва центъра му с кварталите „Здравец“, Здравец Изток и пътя за село Николово.
Масов градски транспорт по булеварда:
- тролеи 2, 13, 21 и автобуси 5, 7, 12, 15, 33 (всички до спирка „Подстанция-север“ се движат по тоя маршрут, 5-а линия след това завива в друга посока, а тролеи 13 и 21 завиват надолу към Гара Разпределителна),
- по-нататък автобуси 12,15 и 18, и тролей 2 до крайна спирка „Мототехника“ (КАТ), като 18-а линия продължава чак до спирка „Хиподрума“, тя е единствена връзка на тая спирка с града,
- автобуси до гр. Мартен и селата Ястребово, Червена вода, Кошарна, Николово, Сандрово и др., тръгващи от автогара „Изток“, разположена в близост до жп гара Русе-разпределителна, чиято спирка е начална и крайна за тролеи 13 и 21, и за автобусни линии 7, 16 и 33.

Линия 33 е единствената, излизаща извън рамките на града, свързваща го с ДЗС-то и Образцов чифлик. А на кръстовището между „Олимп“ и Млечна кухня минават автобуси 30 и 19, също обслужващи „Здравец“.